# Carl Friedrich August Naber
Carl Friedrich August Naber (auch Carel Frederik August Naber; * 1. September 1796 in Tecklenburg; † 23. August 1861 in Deventer) war ein niederländischer Orgelbauer deutscher Herkunft.
Naber wurde 1796 in Tecklenburg, Nordrhein-Westfalen geboren; 1825 übersiedelte er nach Deventer. Zunächst arbeitete er mit Heinrich Quellhorst zusammen, der in den Jahren 1825 und 1826 Kirchenorgeln für die Grote of Sint-Nicolaaskerk in Elburg und die Betlehemkerk in Zwolle baute. Von da an lieferte er Dutzende von Orgeln im östlichen Teil der Niederlande. 1840 und 1844 wurde seine Orgeln für die reformierte Kirche in Paramaribo nach Suriname verschifft. Weil das erste Instrument Schiffbruch erlitt, baute Naber eine zweite Orgel, für die König Wilhelm II. die Rechnung bezahlte. Nach seinem Tod 1861 führte sein Sohn Frederik Samuel Naber das Orgelbaugeschäft noch einige Jahre weiter.

## Werkliste (Auswahl)
Kursivschreibung zeigt an, dass die Orgel nicht oder nur noch das historische Gehäuse erhalten ist. In der fünften Spalte bezeichnet die römische Zahl die Anzahl der Manuale, ein großes „P“ ein selbstständiges Pedal, ein kleines „p“ ein nur angehängtes Pedal. Die arabische Zahl gibt die Anzahl der klingenden Register an. Die letzte Spalte bietet Angaben zum Erhaltungszustand oder zu Besonderheiten.
| Jahr | Ort         | Kirche                                    | Bild | Manuale | Register | Bemerkungen |
| ---- | ----------- | ----------------------------------------- | ---- | ------- | -------- | --- |
| 1827 | Terwolde    | Kirche von Terwolde                       |      | II/p    | 17       | |
| 1829 | Heeten      | Maria Onbevlekt Ontvangen                 |      | I/p     | 9        | 1870 durch eine neue Orgel von Elberink ersetzt                                                                                           |
| 1831 | Dinxperlo   | Sint-Liboriuskerk                         |      | II/P    | 17       | unter Verwendung von Pfeifen aus einer älteren Orgel                                                                                      |
| 1831 | Zaltbommel  | Sint-Martinuskerk                         |      | II/P    | 20       | |
| 1834 | Winterswijk | Jacobskerk                                |      | II/P    | 25       | Ein Teil des Pfeifenwerks und des Gehäuses wurde für die neue Orgel der Firma Metzler von 1972 verwendet.                                 |
| 1834 | Bredevoort  | Niederländisch-reformierte Sint-Joriskerk |      | I/p     | 10       | |
| 1836 | Warnsveld   | Sint-Martinuskerk                         |      | I/p     | 12       | ursprünglich in der NH-Kirche in Raalte                                                                                                   |
| 1838 | Rijssen     | Römisch-katholische St.-Dionysius-Kirche  |      | II/P    | 15       | 1929 durch einen Neubau ersetzt |
| 1842 | Almen       | Dorpskerk Almen                           |      | II/P    | 18       | Inneneinrichtung 1966 abgerissen, Kabinett mit anderer Einrichtung seit 1971 in der Niederländisch-Reformierten Kirche von Uitwijk (Foto) |
| 1844 | Paramaribo  | Reformierte Kirche                        |      | II/P    | 21       | erste Orgel 1840 auf Transportweg mit Schiff untergegangen                                                                                |